# Ås (Horsens Kommune)
 For alternative betydninger, se ås. (Se også artikler, som begynder med ås)
Ås (eller Åes) er en lille landsby i Østjylland, beliggende i Søvind Sogn. Landsbyen ligger i Region Midtjylland, hører under Horsens Kommune og ligger mellem Hovedgård og Søvind.
|  | Denne artikel om lokaliteten Ås (Horsens Kommune) kan blive bedre, hvis der indsættes et (bedre) billede. Du kan hjælpe ved at afsøge Wikimedia Commons for et passende billede eller lægge et op på Wikimedia Commons med en af de tilladte licenser og indsætte det i artiklen. |

55°55′6″N 9°58′12″Ø / 55.91833°N 9.97000°Ø